# Joseph Poelaert
Joseph Poelaert (ur. 21 marca 1817 w Brukseli, zm. 3 listopada 1879 tamże) – belgijski architekt.
Studiował w Paryżu, później na wiele lat stał się architektem miejskim Brukseli. Był jednym z czołowych przedstawicieli architektury eklektycznej. Jego ważniejsze dzieła w Brukseli to kolumna dla upamiętnienia kongresu narodowego z 1831 zbudowana w latach 1850-1859, neorenesansowy kościół św. Katarzyny (1854), neogotycki kościół Notre Dame (1854-1872) i Pałac Sprawiedliwości (1866-1883, ukończony już po jego śmierci). Był kawalerem Legii Honorowej i oficerem Orderu Leopolda.